# Wayne Pinnock
Wayne Pinnock (* 24. Oktober 2000 in Kingston) ist ein jamaikanischer Leichtathlet, der sich auf den Weitsprung spezialisiert hat. In dieser Disziplin wurde er 2023 Vizeweltmeister und sicherte sich im Jahr darauf in Paris die Silbermedaille bei den Olympischen Spielen.

## Sportliche Laufbahn
Erste internationale Erfahrungen sammelte Wayne Pinnock im Jahr 2017, als er bei den U18-Weltmeisterschaften in Nairobi mit einer Weite von 7,27 m den sechsten Platz belegte. Im Jahr darauf siegte er bei den CARIFTA Games in Nassau mit 7,46 m in der U20-Altersklasse und belegte im Dreisprung mit 14,79 m den vierten Platz. Anschließend gewann er bei den U20-Weltmeisterschaften in Tampere mit 7,90 m die Bronzemedaille im Weitsprung. Bei den CARIFTA Games 2019 in George Town gewann er mit 7,84 m erneut die Goldmedaille im Weitsprung und anschließend gewann er bei den U23-NACAC-Meisterschaften in Santiago de Querétaro mit 7,97 m die Bronzemedaille hinter Andwuelle Wright aus Trinidad und Tobago und seinem Landsmann Shawn-D Thompson. Kurz darauf siegte er mit 7,82 m bei den U20-Panamerikameisterschaften in San José. 2020 begann er ein Studium an der University of Arkansas und 2022 wurde er NCAA-Collegemeister im Weitsprung in der Halle und im Freien. Daraufhin startete er bei den Weltmeisterschaften in Eugene und belegte dort mit 7,88 m im Finale den neunten Platz. Im Jahr darauf gewann er bei den Weltmeisterschaften in Budapest mit einer Weite von 8,50 m im Finale die Silbermedaille hinter dem Griechen Miltiadis Tendoglou. 2024 sprang Pinnock bei den NCAA-Hallenmeisterschaften 8,40 m und setzte sich damit früh im Jahr an die Spitze der Jahresbestenliste. Er konnte im Freien aber nicht an seine guten Leistungen in der Halle anknüpfen. Dennoch erreichte er bei den Olympischen Sommerspielen im August in Paris das Finale und gewann dort mit 8,36 m die Silbermedaille hinter dem Griechen Tendoglou. Anschließend wurde er bei der Athletissima mit 8,01 m Zweiter und siegte mit 8,18 m bei Weltklasse Zürich.
2025 gewann er bei den Hallenweltmeisterschaften in Nanjing mit einer Weite von 8,29 m die Silbermedaille hinter dem Italiener Mattia Furlani.
In den Jahren 2022 und 2023 wurde Pinnock jamaikanischer Meister im Weitsprung.